# Tortella kmetiana
Tortella kmetiana là một loài rêu trong họ Pottiaceae. Loài này được Pilous mô tả khoa học đầu tiên năm 1961.